# Dworek Zofii Urbanowskiej w Koninie
Dworek Zofii Urbanowskiej w Koninie – dworek znanej konińskiej pisarki Zofii Urbanowskiej znajduje się na skrzyżowaniu ulic Urbanowskiej i Obrońców Westerplatte, w kierunku zachodnim od placu Wolności. Wybudowany w połowie XIX wieku, na ścianie budowli jest tablica z 1957 roku wspominająca mieszkającą tu pisarkę. W ostatnich latach dworek przebudowany, obecnie siedziba Urzędu Stanu Cywilnego w Koninie.